# 下关惨案
下关惨案，原稱下關事件，是中国国民党南京市党部及中统局于1946年6月23日在南京下关站实施的针对自上海赴南京呼吁停止内战的11人請願團进行殴打而造成的流血事件。

## 东北休战
1946年5月至6月间，国民政府积极接收中国共产党自日军手中占领的城市和战略要地，特别是中国东北苏联红军交给中国共产党方面的要地，蒋介石同夫人宋美龄自南京先后飞抵沈阳、长春、北平等地巡视各个战区，“接见各界代表”，部署军事任务。中国共产党方面则针锋相对，抵制国民政府的接收活动。这就形成了“关内小打、关外大打”的内战局面。
1946年5月5日，在中共地下組織的支持下，民主党派共同发起、共40余个人民团体参加的“上海人民团体联合会”成立，该会公开发表宣言，呼吁和平、反对内战。1946年6月6日，在上海的各个民主党派的领导马叙伦、陶行知、沙千里、许广平、周建人、阎宝航、郑振铎、雷洁琼等164人联名致信蒋介石、马歇尔以及各个党派，呼吁停止内战。
在各方压力下，蒋介石于6月6日发布六月停战令，宣布自6月7日起在中国东北休战15天。但当时中国共产党及部分民主党派认为休战15天只不过是掩人耳目。
原代理教育部长、北京大学教授、中国民主促进会领导马叙伦称：“蒋先生所发表的休战十五天的公报，完全是苛责对方，叫别人让步，而自己却想乘机得寸进尺。就日期说，十五天也未免太短了，十八九年的内战问题怎么会在十五天内就谈得了？单单是平毁碉堡一项，也就够讨论的了。何况许多军事问题必然要牵涉到根本上的政治问题呢！”马叙伦还对记者称：“要实现和平，就要充分发挥人民力量制止内战。”
东吴大学教授雷洁琼称：“今天中国不只是有军事问题，政治问题尤为复杂。其实，所以发生内战，还是由于政治问题没有弄好。所以，我希望这十五天停战能够作为永久和平的准备时期。”
6月上旬，上海人民团体联合会经紧急磋商，推举马叙伦、蒉延芳、胡厥文、盛丕华、包达三、吴耀宗、张絅伯、阎宝航、雷洁琼共9人为和平请愿代表，准备择机赴南京请愿。6月中旬，又议决增加上海学生和平促进会选举的两名学生代表陈立复、陈震中，组成上海人民团体代表团（亦称 “和平请愿团”），以马叙伦为团长，另设两位秘书罗叔章（已经先遣南京负责筹备）、胡子婴。
1946年6月中旬，中共上海工作委员会书记华岗建议，由上海市各群众团体选派代表赴南京，表达呼吁和平反对内战请愿，得到了周恩来的同意。刘晓、刘长胜指定张执一为这次群众示威大会的秘密总指挥。各界都有负责同志作联络员，如张祺、陆志仁、张本、吴学谦等。
6月19日，中国民主建国会发表了文章《为挽救国运、解决国是、奠定永久和平而呼吁》，刊登在多家上海报纸上。文章称：“武力不能解决问题，排斥反对党不能依恃屠杀”，劝国民政府坚决停止“万恶的内战”。同日，上海的72所大中学校的学生团体共同创立了“上海学生争取和平联合会”，发表《告上海同学书》，号召上海学生联合制止内战，并称：“学生的本分是求学，培养自己的建国技能，但是在这烽火遍地的时候，我们能够安心读书吗？国家正在进行自杀的内战，我们将来还有‘国’可‘建’吗？”“我们学生不要内战，各界同胞不要内战，全国人民都不要内战！”会上还一致通过了“欢送马叙伦等赴京请愿”之提案。
随着休战15天即将结束，社会各界纷纷呼吁停止内战。重庆各界4,000多人联名致电给蒋介石，要求“延长协商时期，实现长久和平”。17个上海经济界团体联名致电蒋介石称：“八年抗战，复加十月内争，国民经济，凋疲已极。农田荒芜既触目皆是，而工业生产又半趋停滞。〔钞票〕发行狂增，物价飞涨。饥民遍地，死亡载道。民生已濒绝境，战端何能再起？！”并称：中国共产党人、中国国民党人“同属国人，何事不可以政治协商，而必以干戈相见？！”
6月21日，在各方压力下，蒋介石宣布停战期限延长8天，至6月30日止。这未能满足各界提出的“永远停止内战”的要求。

## 欢送和平请愿团

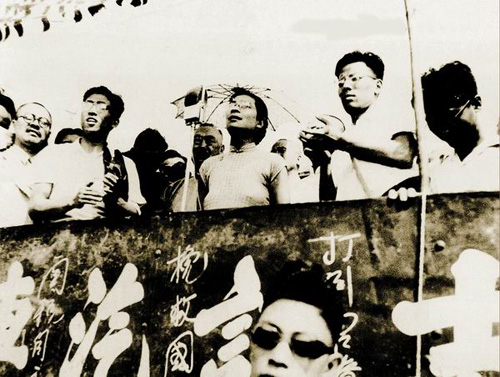
1946年6月23日，雷洁琼在上海反内战群众大会上演说。

在蒋介石宣布停战期限延长8天后，上海人民团体联合会当即决定于6月23日在上海闸北的上海北站举行上海各界人民要求和平、反对内战的大会，并欢送上海人民团体代表团的和平代表赴南京请愿。
6月23日晨7时起，参加大会和欢送和平代表的民众涌向上海北站。参加大会的有“上海150多个人民团体发动〔的〕各界人民群众约达10万人”，民众举满了标语、漫画，还有中华民国国旗、各学校的校旗、各职业团体及工会的旗，及各式彩旗。墙上及火车车身贴满中英文标语，如“争取和平，实现民主”、“要求和平，反对内战”、“欢送晋京请愿代表”、“内战若不停止，全国同归于尽！”“内战不停，电话不灵！”来自美国、苏联等国的新闻记者以及中国的记者们在会场采访报道。
马叙伦等和平代表提前到达会场，马叙伦对记者们称：“我们受了各团体及一般人民的委托，这次到南京去，把人民反对内战的意志传达给各方面，坚决要求停止内战。”
9时40分，大会终于开始，主席台设于大卡车上面。欢送赴京请愿代表大会主席团由王绍鏊、陶行知、林汉达共3人组成。出席大会的还有许广平、周建人、叶圣陶、田汉、吴晗、沙千里等。
首先，由王绍鏊发言，王绍鏊称“送人民代表赴京请愿，不是争取和平运动的结束，而是开始！假如这次不能成功，接着还要第二批、第三批接着去京请愿，直到和平实现为止。”大会全场的民众随之高呼：“去！去！我们都去！”
蒉延芳发言称：“我是64岁的人了，最多再活六七年，为的是后一代。和平了好让他们做人！中国一定要和平，不能再打下去了！再打下去，把青年学生打老了，我们老头子打死了，工商业打垮了，中国就打亡了……”民众高呼：“要和平！不要内战……”
随后，陶行知发言称：“八天的和平不够，我们要永久和平！和平与民主不可分。要十分的和平，也要十分的民主！中国再打下去就要亡国了！不愿做亡国奴的联合起来！”民众高呼：“……和平！”“……民主！”“……联合起来！”
林汉达执蒲扇登台发言称：“九位代表也是全中国人民的代表……中国主权是属于全国人民的，政府的官吏只是主人的仆人……今天这九位代表去，要吩咐仆人立即放下武器！”民众当即报以热烈掌声和欢呼。林汉达继续称：“假如不能成功，我们就第二次再去，我们全上海的人都去，我们步行去，非达目的不可！”“我们更希望美国不要帮助中国打内战，我们要求美军退出中国！”民众高呼：“去！去！步——行——去！”
学生代表发言，要求国民政府降低军事开支，增加教育经费，并表示此次赴京请愿，不达到反内战的目的决不罢休。
西南联合大学教授吴晗最后发言称：“今天是民众出头的日子。最后决定权属于人民。谁敢再打内战，一定被人民唾弃。这次民众代表晋京请愿，只许成功，不许失败，而且永远不许失败！”此时，南洋女中学生代表将一面绣着“立刻无条件停止内战”的锦旗赠给和平请愿团，民众报以热烈掌声和欢呼。
会上宣读了《欢送上海代表团赴京请愿宣言》。该宣言称，抗日战争胜利后仅10个月，内战便威胁着中华民族的生存，中国到处“一片凄惨的景象、工业破产、农业崩溃，失业满街、盗匪如毛，饥荒遍19省，饿殍达5,000万！生产劳工挣扎在死亡线上，公教人员被物价压迫得无法生存，中国已经变成人间地狱。住在地狱中的四亿五千万人所找到的惟一希望，就是和平。因为造成以上种种惨象的最大原因是可怕的内战。反对内战、要求和平便成为全国各阶层一切善良人民万众一心的真挚呼声”。宣言还呼吁“恢复政治协商，反对武力解决国是”，“遵循民主团结的原则，从速组织民主联合政府，以建设和平民主统一的新中国”。
参加大会的民众在会上不断高呼：“永远停止内战”、“实现长期和平”、“美军退出中国”、“不许干涉中国内政”等口号。
会议结束之前，通过了创建全国争取和平联合会、通电美国政府要求美国勿帮中国打内战等四项决议。

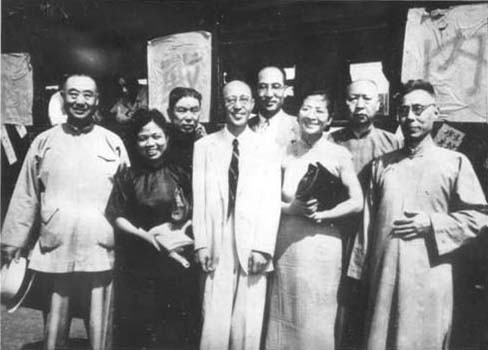
1946年6月23日，上海人民呼吁和平入京请愿代表团于临上火车前在车厢前合影。右起：马叙伦、包达三、雷洁琼、阎宝航、 张絅伯、盛丕华、胡子婴、蒉延芳。

大会结束后，和平请愿团在乐队演奏的欢送曲和爆竹声中进入车站。大批中外记者跟随采访，美国福克斯公司还拍摄了实况。和平请愿团的人數說法不一，為11或12人，其中兩名是學生。
赴京请愿代表乘116号快车于11时正点驶离上海北站后，数万民众在上海市举行了大规模示威游行，反对内战。周建人、王绍鏊、陶行知、林汉达、许广平、沙千里、吴晗、严景耀等人和上海圣约翰大学学生走在游行队伍前头。

## 惨案经过
起初获悉上海各人民团体准备派和平代表赴京请愿后，中統局局长叶秀峰即遵照中国国民党中央委员会秘书长吴铁城下达的“要设法阻止请愿团来京，以免制造麻烦”的指示，电告中统局驻上海特派员季源博严密监视和平请愿团，并设法从中进行分化破坏。叶秀峰还指示在江苏省省会镇江的中统局江苏调查统计室主任季璞，若和平请愿团途经镇江，须设法阻拦，迫使请愿团折返上海。随后，叶秀峰又指示中统局京沪铁路调查统计室主任陈叔平，组织地痞流氓以及“苏北难民”（这是指自苏北逃到南京的地主和富农），“最少的每名发给光洋两块”，预备在和平请愿团到达南京时，迫使该团返上海，不能让该团进入南京城。
根据上述指示，和平请愿团在上海时，就有“上海学生反内乱大同盟”、“上海工人反内乱大同盟”反对和平请愿团。和平请愿团所乘的116号快车到达镇江时，一群“苏北难民代表”涌入火车站，“欢迎马叙伦下车向难民讲演”，“欢迎”和平代表们下火车同“群众”见面。和平请愿团的代表们没有就范，这些“苏北难民代表”又卧轨威胁，导致火车在镇江滞留两个多小时无法开动。
赴京请愿代表所乘的116号快车于1946年6月23日晚19时抵达南京下关站，比平时晚点3个小时。
和平请愿团的代表们刚在下关站下车，一群装作学生的特务以及“苏北难民”便包围了请愿团，纠缠、辱骂并殴打代表们。代表们被分别包围着挤入候车室及西餐厅。几名代表的衣服遭扯破，和平代表雷洁琼女士的提包、手表及眼镜被抢走。候车室门外有人大喝：“叫姓马的出来！”几名“苏北难民”随即大喊：“打倒共产党”、“叫姓马的出来！”和平代表阎宝航据理争辩，“苏北难民”们大喊：“不听！不听！不听！叫姓马的出来！”还有人向阎宝航喊道：“跪下来！跪下来！”阎宝航气得发抖，大喝道：“我在东北打了几年的游击，从来也没向日本人屈膝！跪，办不到！你们枪毙我好了！”
自1946年6月23日晚19时至24时，代表们遭到多番辱骂和殴打。和平代表阎宝航全身多处受伤，其中面部受伤最严重；和平代表雷洁琼女士的胸部遭暴徒用皮靴踢伤，口喷鲜血，眼睛遭玻璃扎破；和平代表马叙伦头部、胸部遭打伤；学生代表陈震中当场被殴打昏迷。来到下关站采访的记者们也遭到殴打：《新民报》采访部主任浦熙修被殴打吐血，腰部、胸部及头部被打伤；《大公报》办事处主任高集、《益世报》记者徐斌也遭到殴打。中国民主同盟派到下关站欢迎和平请愿团代表的叶笃义被打成重伤。在这次事件中，和平请愿代表、记者及欢迎人员中的受伤者共计12人。
事件刚刚发生，唐纵便获得了消息。唐纵在日记中写下：“又是一件惊人的事情。有所谓人民代表马叙伦、蒉延芳、盛沛华、雷洁琼、包达三、张炯伯、胡厥文、阎宝航及学生陈震中、陈立复等十人，下午七时由上海车抵下关车站，当有苏北难民群向马等陈诉共军暴行，请求共同向国府及中共办事处请愿，护送还乡，历时甚久，未获圆满答复，发生殴打情事。来京之马叙伦及南京党部徐士年、市府钱江潮，与《大公报》记者高集、《新民报》记者浦熙修等受伤，在场宪兵亦被打伤。至一时半马社长犹有电话来。”

## 事后处理

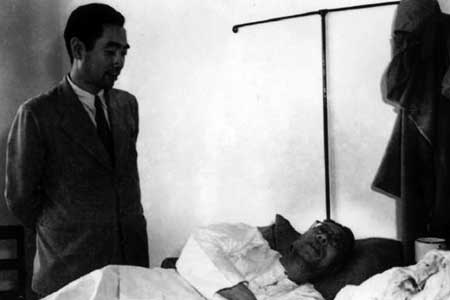
1946年6月24日，周恩来（左立者）闻讯赶到医院看望受伤的马叙伦

事件发生时，国民政府无动于衷。经过中国民主同盟和中国共产党代表向孙科、邵力子、李济深、冯玉祥、马歇尔发出紧急呼吁，再由这些人士向陈诚、俞大维等人提出交涉，至6月23日晚24时，政府才派宪兵来到下关站，行凶的特务及“苏北难民”们已经离去。受伤的和平请愿团代表及记者们被一辆大卡车送至南京警备司令部，但代表们拒绝下车。乘坐吉普车尾随而来的外国记者抗议政府此举，大卡车才转而开往南京太平路的中央医院分院。
事件发生后，在南京的中国共产党代表团团长周恩来、董必武等人得知消息后，于6月24日凌晨2时赶到医院慰问受伤者。周恩来握着代表们的手说：“你们的血是不会白流的！”冯玉祥、沈钧儒、邵力子、罗隆基等人也都连夜赶往医院探望受伤的代表们。上海市的各界人士纷纷赴医院慰问受伤者或者发出慰问电，并强烈抗议政府方面。阳翰笙等25人联名在《新华日报》上发表文章《堂堂首都演此丑剧，足证谁在发动内战》，称“国格何在？法纪何在？人民之自由权利何在？”并称这“足以证明谁在发动内战，谁在破坏和平”。《唯民周刊》主编、大学教授邓初民发出慰问电称：“只有民贼国贼，始忍出此无赖手段！”中国民主同盟政治协商会议代表发出专函，要求国民政府严惩肇事者，“取消特务机关”，“切实保障人民之各项权利”。中国民主建国会发言人在上海抗议此次暴行。

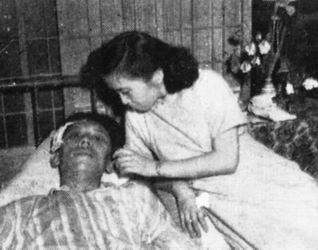
1946年6月，下关惨案后，记者高集（床上伤者）、高汾夫妇在医院

中国新闻界也对此次暴行进行了声讨。重庆的244位新闻工作者联名抗议此次暴行乃对“新闻自由、人身自由的威胁”，“是对和平事业的威胁”，并且致电各个党派的政治协商会议代表以及各地新闻界人士，呼吁大家一致行动，要求政府严惩凶手，并且争取新闻自由。《新华日报》全体人员向受伤者发出的慰问电称，“你们不是孤独的，全国人民都将继续为争取和平民主、新闻自由、人身自由而奋斗到底”。在国民党严密控制下的南京，《南京人报》在6月24日的 “蜂刺”专栏中，仅刊登了“今日无话可说”六个大字。
由于事件发生时，正值中国各地频频发生军事冲突，使国人期盼的和平局面逐步消逝，负责调停的马歇尔高度紧张，故此次事件的影响极为恶劣。6月24日，刚刚得到报告的蒋介石听信了下级的说法，一时认为是苏北难民同上海来的和平请愿代表发生冲突，但蒋介石仍然很生气。当天蒋介石日记的开篇写道：“昨晚下关车站江北避共之民与由沪来京为共匪张目之所谓学生代表互殴”，“又造乱案，可痛”。
6月25日清早，蒋介石听取了联络秘书会报，了解到事件真相。原来该事件为中国国民党南京市党部主委马元放组织，中统局局长叶秀峰亲自指挥，派特务及中国国民党党员假扮为难民，协同“苏北难民”一起进行的。此外，蒋介石又得知上海又有30多位学生代表准备赶赴南京进行声援，南京市的中国国民党、政府、宪兵、特务组织等各部门负责人又密谋继续组织“苏北难民”围攻这批上海学生代表。本来已经很生气的蒋介石随即于当晚命唐纵召叶秀峰、马元放来自己的官邸晋见。叶秀峰先到，被蒋介石痛骂，结果吓得随后到达的马元放未敢晋见蒋介石。蒋介石在6月25日的日记中称自己痛斥“党部人员之无知，作事徒增政府困难”，并称自己“痛心极矣”。
6月26日，延安的《解放日报》发表社论，强烈抗议下关惨案；毛泽东、朱德也自延安向马叙伦等人发出慰问电称，“中共一贯坚持和平方针，誓与全国人民一致为阻止内战、争取和平奋斗”。6月26日，蒋介石询问了下关事件的善后及社会各界的反响。
由于下关惨案的影响极为恶劣，政府方面随即对有关人员进行了处理，国民政府内政部长张厉生“检讨”，该管区警察所所长“撤职”，下关警察局局长记大过，首都警察厅厅长遭到“申诫”，并逮捕了8名嫌疑犯。两个月后，8名嫌疑犯中，1名被判处有期徒刑6个月，缓期两年执行，3名被判处有期徒刑3个月，缓期两年执行，其余4名被无罪释放。
6月28日下午，蒋介石单独接见了老朋友蒉延芳，蒋介石称：“我不要打，是共产党要打”；“放心，和平很有希望，即使他们（指共产党）打过来，我也不打过去。请回去告诉上海人民好了。”
但是在1946年6月26日時，蒋已开始进攻中国共产党的中原解放区。而且7月11日、7月15日，中国民主同盟中央执行委员李公朴、闻一多先后在昆明遭国民党特务暗杀，酿成了震动更大的李闻惨案。

## 延伸阅读
- 雷洁琼回忆“六二三”下关惨案，民国春秋，2011-01-11
- 1946年上海反饥饿求和平示威游行，网易，2009-05-07（页面存档备份，存于）